# Metioche lateralis
Metioche lateralis är en insektsart som beskrevs av Lucien Chopard 1927. Metioche lateralis ingår i släktet Metioche och familjen syrsor. Inga underarter finns listade i Catalogue of Life.